# Склерофітні чагарники острова Мальпело
Склерофітні чагарники острова Мальпело (ідентифікатор WWF: NT0311) — неотропічний екорегіон пустель і склерофітних чагарників, розташований на острові Мальпело в Тихому океані.

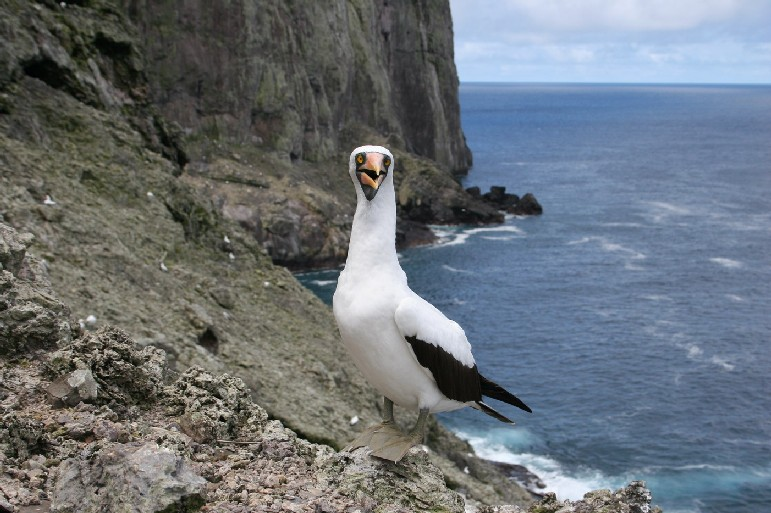
Насканська сула (Sula granti) на острові Мальпело

## Географія
Екорегіон склерофітних чагарників острова Мальпело охоплює колумбійський острів Мальпело, розташований на сході Тихого океану, за 460 км на захід від узбережжя Колумбії та за 400 км на південь від узбережжя Панами. Разом із островом Кокос та Галапагоськими островами це один з небагатьох океанічних островів у східній тропічній частині Тихого океану. Площа острова Мальпело становить лише 0,35 км². Його довжина становить 1,6 км, а ширина у найширшому місці — 700 м. Він оточений низкою невеликих скелястих острівців.
Острів Мальпело є вершиною згаслого підводного вулкана, який є частиною підводного хребта Мальпело. Згідно з геологічними дослідженнями раніше площа цього вулканічного острова була у 8-=10 разів більшою за його теперішні розміри. Ерозія зруйнувала острів та сформувала його стрімкий скелястий ландшафт з численними печерами. Більша частина узбережжя Мальпело складається з майже вертикальних скель, які підіймаються на висоту від 60 до 230 метрів над рівнем моря, що дуже ускладнює доступ. Ґрунтовий покрив на Мальпело мізерний через брак материнської породи та сильну ерозію у поєднанні зі стрімкими схилами, за винятком пласких ділянок. Найвищою вершиною острова є гора Серро-де-ла-Мона заввишки 361 м.
На острові Мальпело переважає тропічний клімат, який характеризується високою вологістю та рясними опадами. Середня температура тут становить близько 28 °C. Прісні водойми на Мальпело відсутні, хоча завдяки частим дощам вода періодично накопичується у кам'яних заглибинах, утворюючи тимчасові калюжі по всьому острову.
Острів Мальпело був безлюдним до 1986 року, коли на ньому була створена невелика військова база. Оскільки острів рідко відвідують, його природа недостатньо досліджена.

## Флора і фауна
Рослинний покрив острова рідкісний і переважно зосереджений в захищених від сильних вітрів та ерозії областях, де зустрічається ґрунтовий покрив. На стрімких скелях ростуть водорості, лишайники та білуватий восьмивійковий мох (Octoblepharum albidum), а на ділянках ґрунту — двоколосники (Paspalum) та білясті сріблястоспинні папороті (Pityrogramma dealbata). Загалом на острові зареєстровано 25 видів лишайників, два види судинних рослин та один вид мохів. Дерева та кущі на острові відсутні.
На скелях острова Мальпело розташовані великі гніздові колонії морських птахів. Найпоширенішими з них є насканські сули (Sula granti), ареал яких обмежений східною частиною Тихого океану. Ці птахи гніздяться майже виключно на острові Мальпело та на Галапагоських островах. За оцінками, популяція насканських сул на острові Мальпело нараховує приблизно 24 000 особин. Єдиним іншим видом птахів, який, як відомо, гніздиться на острові, є галапагоський мартин (Creagrus furcatus) — приблизно 50 пар. Серед інших видів, які регулярно зустрічаються на Мальпело і, найімовірніше, гніздяться на ньому в невеликих кількостях, слід відзначити червонодзьобих фаетонів (Phaethon aethereus), червононогих сул (Sula sula), атолових крячків (Anous minutus), бурих крячків (Anous stolidus), білих крячків (Gygis alba), тихоокеанських фрегатів (Fregata minor) та карибських фрегатів (Fregata magnificens).
Плазуни є єдиною іншою групою наземних хребетних тварин, які зустрічаються в природі на острові. Герпетофауна Мальпело включає три ендемічні види: мальпельського аноліса (Anolis agassizi), мальпельського гекона (Phyllodactylus transversalis) та мальпельську веретільницю (Diploglossus millepunctatus). Останні досягають у довжину 18-26 см і є одним з найпомітніших елементів фауни на острові. Усі три види ящірок харчуються комахами та зрідка крабами, однак мальпельські веретільниці (Diploglossus millepunctatus) мають звичку їсти рибу, загублену птахами, які годують своїх пташенят, та падло (мертвих птахів).
Місцеві ссавці або земноводні на острові відсутні, і немає жодних свідчень, що їх коли-небудь завозили на острів. Людські контакти з островом незначні та рідкісні, а недоступність Мальпело убезпечила його від інтродукції кіз, свиней чи інших тварин пропливаючими повз моряками, як це часто траплялося з іншими островами у Тихому океані та по всьому світу.

## Збереження
У 1995 році острів Мальпело був визнаний природним заповідником, а у 2006 році він був внесений до списку Світової спадщини ЮНЕСКО. Природа острова є відносно незайманою.